# یورش‌های مارشالز-گیلبرتس
یورش‌های مارشالز–گیلبرتس (به انگلیسی: Marshalls–Gilberts raids) حمله هوایی تاکتیکی و توپخانه دریایی توسط ناو هواپیمابر نیروی دریایی ایالات متحده آمریکا و دیگر نیروهای کشتی جنگی علیه پادگان‌های نیروی دریایی امپراتوری ژاپن در جزایر مارشال و گیلبرت در ۱ فوریه ۱۹۴۲ بود. این اولین حمله از شش حمله آمریکایی‌ها علیه سرزمین‌های تحت کنترل ژاپن بود که در نیمه اول سال ۱۹۴۲ به عنوان بخشی از یک استراتژی انجام شد.